# Narvik (Film)
Narvik ist ein norwegischer Historienfilm von Erik Skjoldbjærg, der die während des Zweiten Weltkriegs stattgefundene Schlacht um Narvik porträtiert.
Das Filmdrama wurde im Dezember 2022 in Norwegen uraufgeführt und im Januar 2023 weltweit über Netflix veröffentlicht.

## Handlung
April 1940: Narvik ist eine kleine Stadt in Nordnorwegen, über die das kriegswichtige schwedische Eisenerz aus Kiruna verschifft wird. In zwei Monaten erbitterten Winterkriegs erleidet das Deutsche Reich seine erste große Niederlage im Zweiten Weltkrieg.

## Produktion und Veröffentlichung
Im Jahr 2016 beschloss das norwegische Filmstudio Nordisk Film Productions einen Film über die Schlacht um Narvik zu produzieren.
Aufgrund der COVID-19-Pandemie wurde die Veröffentlichung des Films verschoben. Der Kriegsfilm feierte seine norwegische Kino-Premiere am 25. Dezember 2022. Mit 400.000 Kinobesuchen wurde er in Norwegen zum meistgesehenen norwegischen Kinofilm aus dem Jahr 2022.

## Auszeichnungen
Amandaprisen 2023
- Auszeichnung People’s Amanda
- Auszeichnung für das Beste Sound Design (Espen Rønning und Bent Holm)
- Auszeichnung für die Besten visuellen Effekte (Arne Kaupang, Alexander Kadim, Anette Gjertsen, Lars Erik Hansen, Kai Kiønig Bortne und Morten Jacobsen)
- Nominierung für das Beste Szenenbild (Merete Bostrøm)